# Fidó (tirà)
Fidó   (Antiga Atenes, segle V aC - p. segle V aC) en llatí Pheidon, en grec antic Φείδων, fou un dels Trenta Tirans establerts a Atenes el 404 aC després de la guerra del Peloponès, mencionat per Xenofont (Hel·lèniques, II, 3, 2).
Es va oposar fortament a Críties i el seu partit, i després de la batalla de Muníquia va ser nomenat membre del consell dels Deu amb l'esperança d'obtenir un acord amb els exiliats que dominaven el Pireu. No hi va posar gaire esforç i poc després se'n va anar a Esparta a demanar ajut contra el partit democràtic. No consta la seva tornada a Atenes.